# پوسیدگی طوقه برنج
پوسیدگی طوقه برنج (نام علمی: Fusarium proliferatum) نام یک گونه از سرده فیوزاریم است.